# Gertrude Käsebier
 (juillet 2025).
Motif : reprendre l'article en le rédigeant au présent narratif, supprimer les anglicismes et tournures maladroites calquées sur l'anglais, sourcer l'article, l'achever en consacrant une sous-partie  aux dernières années de Gertrude Käsebier

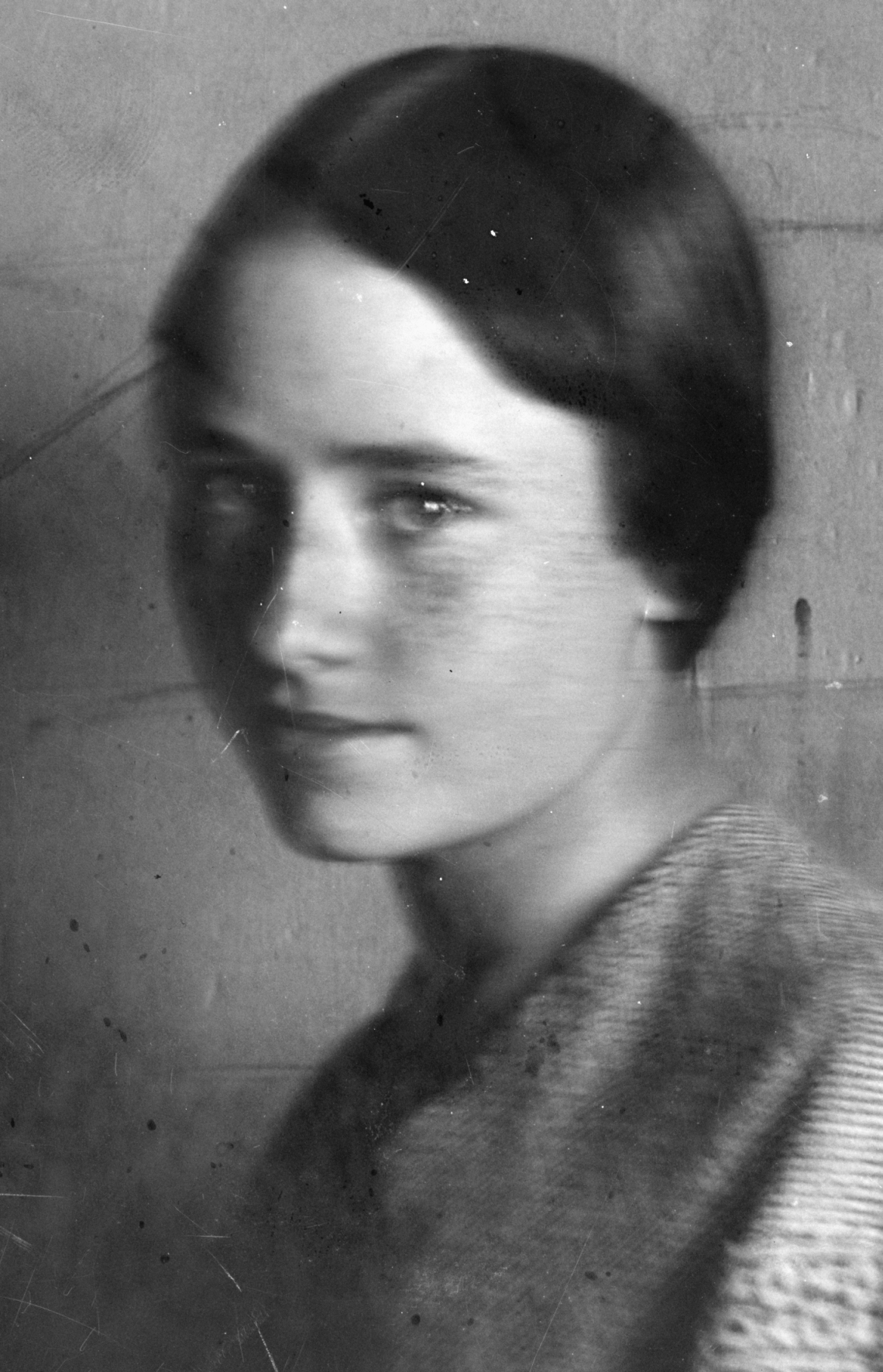
Gertrude Käsebier : Portrait de Gertrude Elizabeth (sa fille), 1894

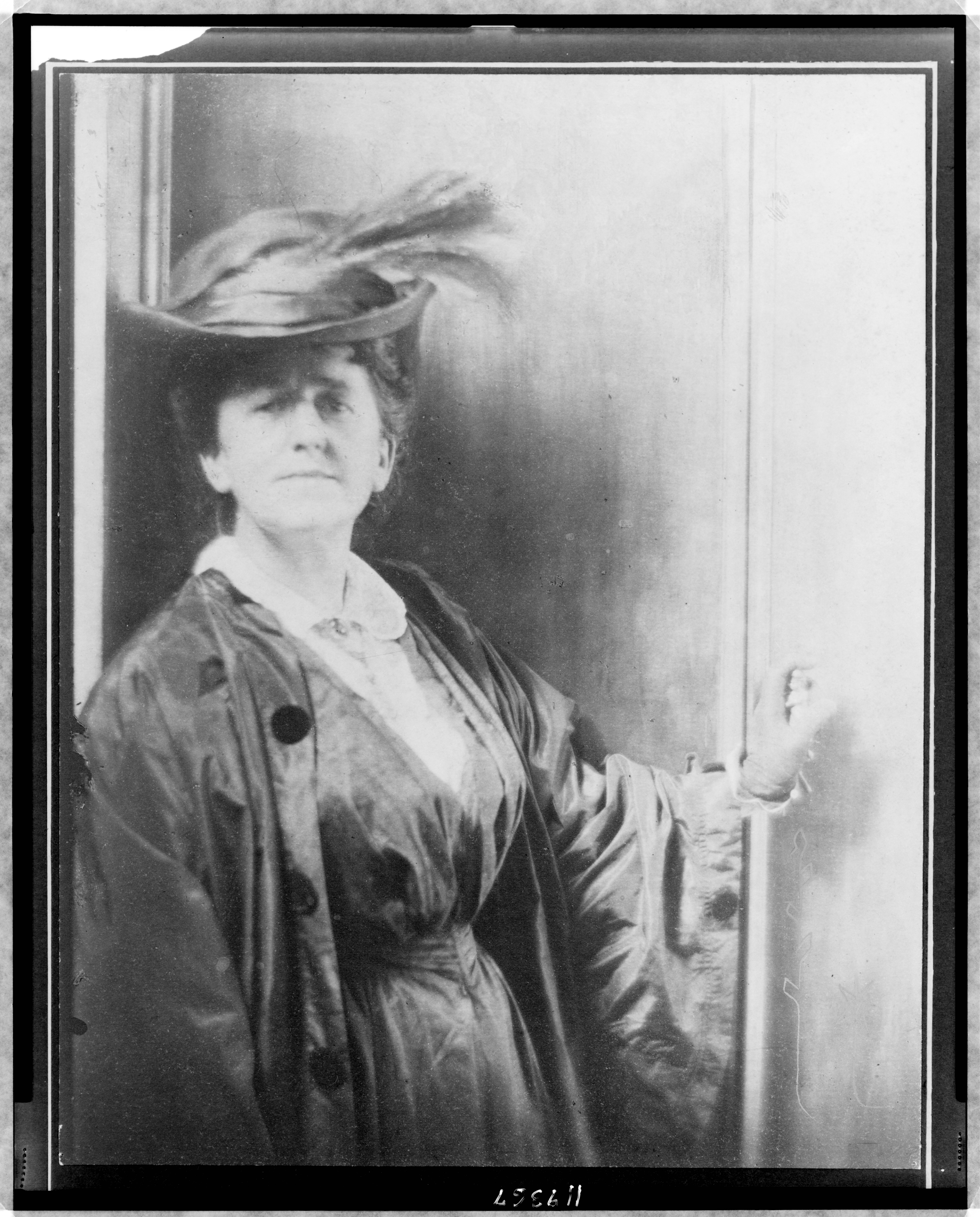
Adolf de Meyer. Portrait de Gertrude Käsebier (vers 1900)

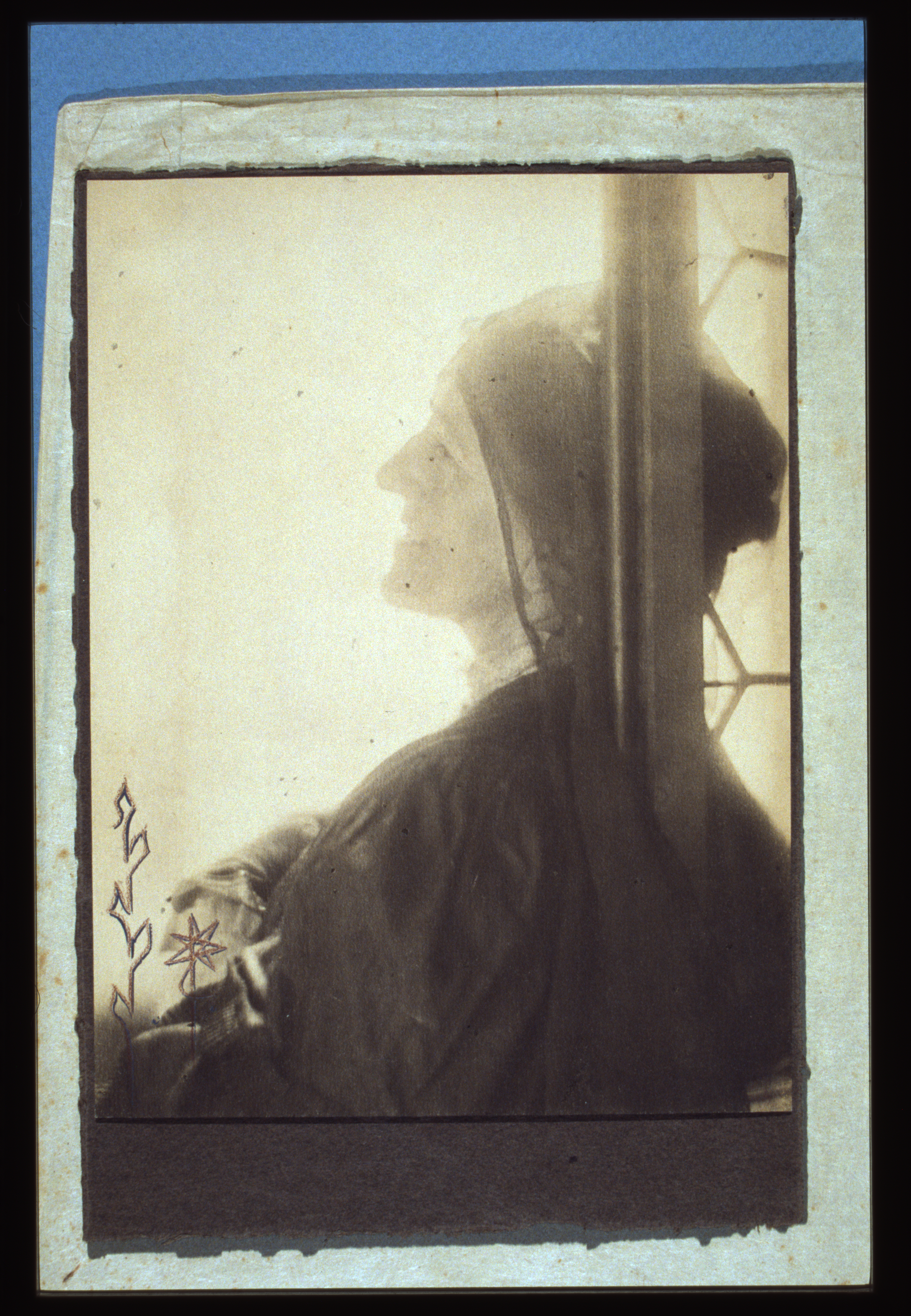
Adolf de Meyer.Portrait de Gertrude Käsebier (1905)

Gertrude Käsebier, née Stanton le 18 mai 1852 à Des Moines dans l'Etat de l'Iowa et morte le 13 octobre 1934 à New York est une américaine qui a marqué l'histoire de la photographie notamment par le style de ses photographies de portraits de célébrités et d'Amérindiens.
Gertrude Käsebier est l'une des plus influentes photographes américaines du début du XXe siècle avec Margaret Watkins, Louise Dahl-Wolfe, Laura Gilpin, Berenice Abbott, Dorothea Lange, Sonya Noskowiak, Alma Lavenson.
Comme d'autres, elle a invité les femmes à embrasser la carrière de photographe.
Elle fait partie des membres fondateurs du mouvement dit de la Photo-Secession.

## Biographie

### Jeunesse et formation
Gertrude Käsebier nait sous le nom de Gertrude Stanton en 1852 à Fort des Moines (aujourd'hui Des Moines dans l'Iowa),,,. Elle est la fille ainée des deux enfants de John W. Stanton et de Gertrude Muncy Shaw,.
En 1859 durant la Ruée vers l'or de Pikes Peak la famille Stanton part pour le territoire du Colorado où John W. Stanton où il a mis en place une scierie à Eureka, Colorado (en) à proximité de Central City. Il a fait sa fortune grâce au boom immobilier et en élargissant son activité par l'extraction de l'or,.
En 1860, Gertrude Stanton, âgée de 8 ans, part avec sa mère et son jeune frère pour rejoindre leur père dans le Colorado. La même année, son père est élu premier maire de Golden, la capitale du territoire du Colorado,,.
À la suite de la mort brutale de son père en 1864, toute la famille de Gertrude Stanton part vivre à Brooklyn (New York). Sa mère, Muncy Stanton, ouvre une pension de famille pour subvenir à ses besoins et ceux de ses enfants,.
De 1866 à 1870, Gertrude Stanton vit à Bethleem dans l'Etat de Pennsylvanie chez sa grand-mère maternelle, et achève sa scolarité secondaire au Bethlehem Female Seminary (qui devient plus tard la Moravian University (en), un des meilleurs établissements pour l'enseignement auprès des jeunes femmes,.

### Mariage avec Eduard Käsebier
Alors qu'elle a 22 ans, en 1874, Gertrude Stanton épouse Eduard Käsebier, alors âgé de 28 ans, un homme d'affaires de Brooklyn un germano-américain né à Wiesbaden issu d'une famille aisée et reconnue,,.
Le couple donne naissance à trois enfants, Frederick William (1875-?), Gertrude Elizabeth (1878-?) et Hermine Mathilde (1880-?).
En 1884, ils aménagent dans une ferme à New Durham, North Bergen (en), dans le New Jersey, afin d'élever leurs enfants dans un endroit sain.
Käsebier écrit plus tard qu'elle fut néanmoins malheureuse durant la plus grande partie de son mariage. Elle dit « Si mon mari était allé au Paradis, j'aurais voulu aller en Enfer. Il était épouvantable... Rien n'était jamais assez bien pour lui ». À l'époque, le divorce est considéré comme une chose scandaleuse, et le couple reste marié, chacun menant sa vie séparément après 1880.
Ce mariage malheureux inspirera Gertrude pour une de ses photos au titre le plus frappant Yoked and Muzzled - Marriage (Sous le joug et muselée - le mariage), vers 1915.

### École d'art
Malgré leurs différends, son mari lui apporte son soutien financier lorsqu'elle commençe à aller à l'école d'art, à l'âge de 27 ans, âge auquel la plupart des femmes sont déjà bien ancrées dans leur position sociale. Käsebier n'a jamais expliqué ce qui l'avait poussée à étudier l'art, mais elle s'y consacra pleinement. Contre les objections de son mari en 1889, elle déménage vers Brooklyn avec sa famille, afin de suivre à plein temps les cours du tout récent Pratt Institute. L'un de ses professeurs fut Arthur Wesley Dow, un artiste très influent. Il l'aidera par la suite à commencer sa carrière en écrivant des critiques sur son travail, et en la présentant à d'autres photographes et mécènes.
Durant sa formation de 1889 à 1893 au Pratt Institute, Käsebier se familiarise avec les théories de Friedrich Fröbel, un universitaire du XIXe siècle dont les idées à propos de l'éducation, du jeu et de l'apprentissage sont à l'origine de la création des premières écoles maternelles.
Ses idées sur l'importance de la mère dans le développement des enfants influence grandement Gertrude Käsebier. Beaucoup de ses photographies mettent en exergue la relation mère-enfant, et l'enfance innocente.

### Les débuts dans la photographie
En 1894, Gertrude Käsebier étudie également le dessin  et la peinture mais se passionne tout particulièrement pour la photographie. Comme beaucoup d´étudiants en art à l'époque, elle décide de voyager en Europe pour compléter sa formation. Elle commence en passant plusieurs mois à étudier la chimie photographique en Allemagne en 1894, où elle eut la possibilité de confier ses enfants à la belle-famille à Wiesbaden.
Elle passe le reste de l´année à étudier en France auprès du peintre américain Franck DuMond. Elle écrit deux articles sur les moeurs de  villageois français titrés l'un Peasant life in Normandy (« La vie paysanne en Normandie ») et l'autre An Art Village (« Un village d'art »)  qu'elle illustre par ses photographies, qui seront publiés au sein du Monthly Illustrator,.
En 1895, elle retourne à Brooklyn. Son mari étant assez gravement malade, et ses ressources financières étant alors limitées, elle décide de devenir photographe professionnelle.
Un an plus tard, elle devient l'assistante du photographe spécialisé dans les portraits Samuel H. Lifshey, ce qui lui permet d'apprendre à gérer un studio et à élargir ses connaissances des techniques d'exposition. Il est néanmoins probable qu'elle possède déjà une maîtrise affirmée de la photographie,.

### Carrière professionnelle

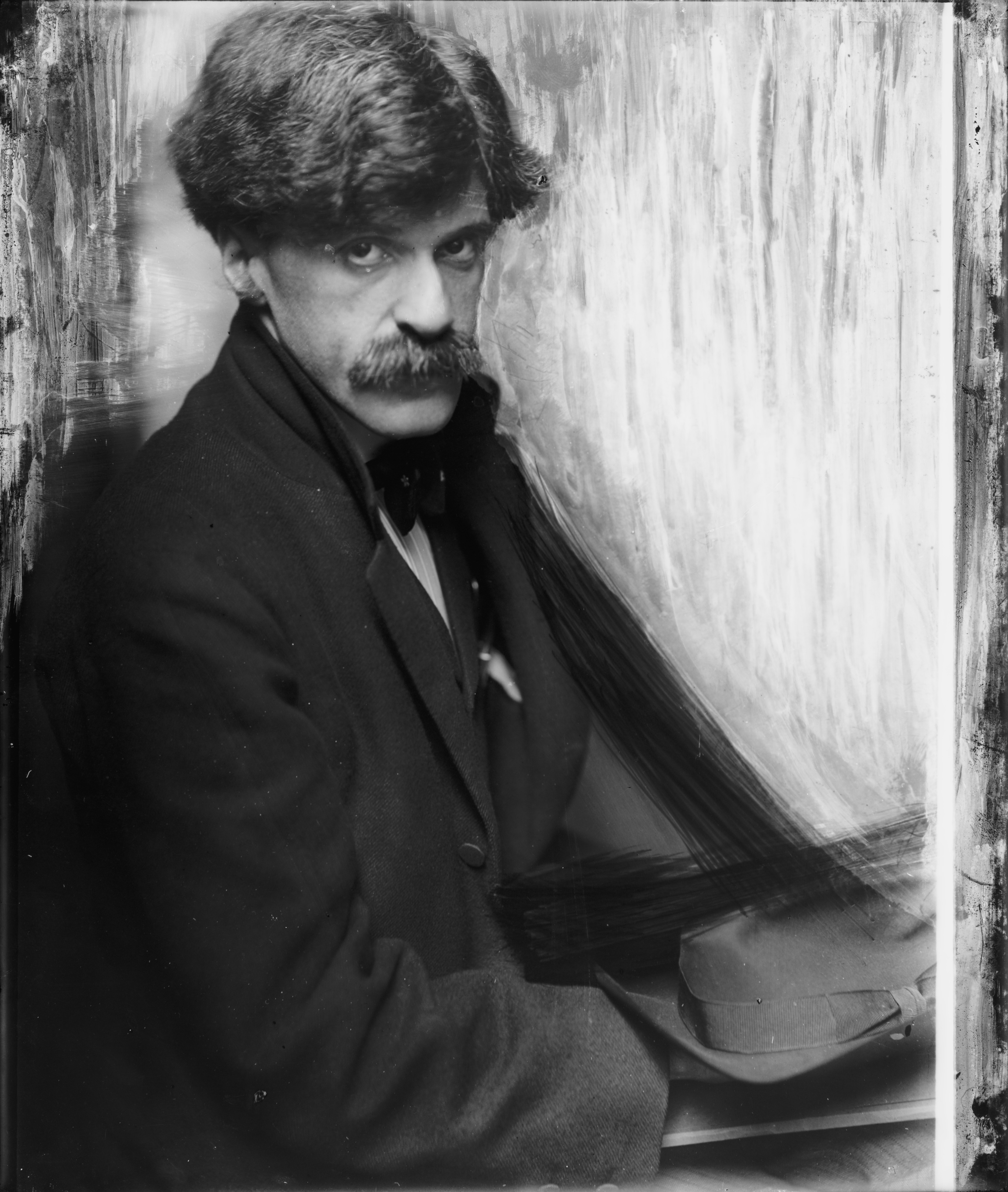
Photographie de Alfred Stieglitz prise par Gertrude Käsebier.

#### La portraitiste
En 1897, Gertrude Käsebier ouvre son propre studio à New-York, où elle développe son propre style quant aux portraits. Contrairement à ses collègues elle se refuse d'utiliser des toiles d'arrière-plans ou des fournitures diverses pour se concentrer selon ses dires to bring out in each photograph the essential personality that is variously called temperament, soul humanity. (« faire ressortir par chaque photographie l'essence de la personnalité que l'on appelle diversement tempérament, âme, humanité. ») quelques uns de ses premiers portrait sont proches de ceux réalisés par les anciens maitres de la peinture.
En juillet 1899, Alfred Stieglitz publie des photographies de Gertrude Käsebier dans la revue Camera Work, à son sujet il écrit beyond dispute the leading portrait photographer in the country (« au delà des disputes, elle est sans conteste le meilleur photographe de portrait du pays »),.
Alfred Stieglitz et Gertrude Käsebier deviennent des amis, elle le soutient quand il lance en 1902 le mouvement dit de la Photo-Secession dont elle devient un des membres fondateurs.

#### Photographier les personnalités
De 1901 à 1903 elle réalise des portraits photographiques des célébrités de l'époque comme Mark Twain, Booker T. Washington, Stanford White, Robert Henri, William Glackens, Everett Shinn, John French Sloan sans oublier ses collègues tels que  Clarence Hudson White (en), Edward Steichen, Adolf de Meyer et Alfred Stieglitz. Clichés qui seront publiés au sein du Ladies' Home Journal et du Everybody's Magazine (en),.

#### Expositions
Tout juste un an plus tard, elle expose 150 photographies, ce qui est un nombre impressionnant pour un seul artiste à cette époque, au Boston Camera Club. Les mêmes clichés sont montrés en février 1897 au Pratt Institute.
Le succès de cette exposition est l´occasion d´une nouvelle exposition à la Photographic Society of Philadelphia en 1897. Elle vient également y commenter ses œuvres et encourage les femmes à faire carrière dans la photographie en disant « Je recommande sérieusement aux femmes ayant un goût artistique de s´entraîner dans le champ encore jeune de la photographie moderne. Cela me semble particulièrement adapté pour elles, et les quelques qui s´y sont déjà aventurées y ont reçu un succès gratifiant et rémunérateur »,.

#### Les Amérindiens (1898-1909)
À la fin des années 1890, Gertrude Käsebier entend parler d´un spectacle mettant en scène des cowboys, des Amérindiens et d'autres personnages du Far West, appelé le Wild West Show. Le spectacle est représenté à New York, et un « village indien » s'est provisoirement installé dans Brooklyn. Se souvenant du temps qu'elle a passé dans le Colorado, Gertrude Käsebier va voir le spectacle et est fascinée par les visages des Natifs d'Amérique. Elle commence à réaliser des portraits de ces derniers et se met à soutenir leur cause. Durant la décennie qui suit, elle prend des douzaines de photographies des Amérindiens  participant au spectacle, dont certaines deviennent ses œuvres les plus connues.
Contrairement à son contemporain le photographe et ethnologue Edward Sheriff Curtis, lui aussi spécialisé dans la réalisation de clichés d'Amérindiens, Gertrude Käsebier s'intéresse plus à l'expression et à l'individualité de la personne qu'à ses costumes et coutumes. Alors que Curtis est connu pour avoir ajouté des éléments à ses compositions photographiques, afin de renforcer sa vision personnelle, Gertrude Käsebier fait le contraire, demandant parfois à ses modèles de retirer des ornements cérémoniaux, afin de mieux se concentrer sur le visage et la stature de la personne.

#### La Notoriété
En juillet 1899, Alfred Stieglitz publie cinq des photographies de Gertrude Käsebier dans la revue Camera Notes (en), la déclarant « incontestablement la plus importante portraitiste photographe du moment ». Son accession rapide à la reconnaissance et au succès est remarqué par le photographe et critique Joseph Keiley (en), qui écrit « il y a un an, le nom de Käsebier était pratiquement inconnu dans le monde de la photographie... Aujourd'hui, ce nom est le plus important et est sans pareil... ». Cette même année, sa publication de la photographie The Manger fut vendue 100 $, soit la somme la plus élevée payée pour une photographie à l'époque.
En 1900, Gertrude Käsebier continue à récolter les honneurs et les louanges de ses pairs. Dans le catalogue du Newark Photography Salon dans l'Etat de l'Ohio, elle est désignée comme « la plus grande photographe professionnelle des États-Unis ». En reconnaissance de son accomplissement artistique et de son statut, Gertrude Käsebier est, un peu plus tard dans l'année, l'une des premières femmes élues au The Linked Ring (en) de Grande-Bretagne (une importante association de photographes britanniques). L´autre artiste femme ayant été élue est Carine Cadby.
En 1908, lors de la convention nationale de la Photographic Society of America à Détroit, elle fait partie du petit groupe de femmes avec Belle Johnson et Mary Carnell (en) qui se réunit pour créer la Women Federation de l'association. Elle sera présidente de comité dès l'origine.

## Galerie

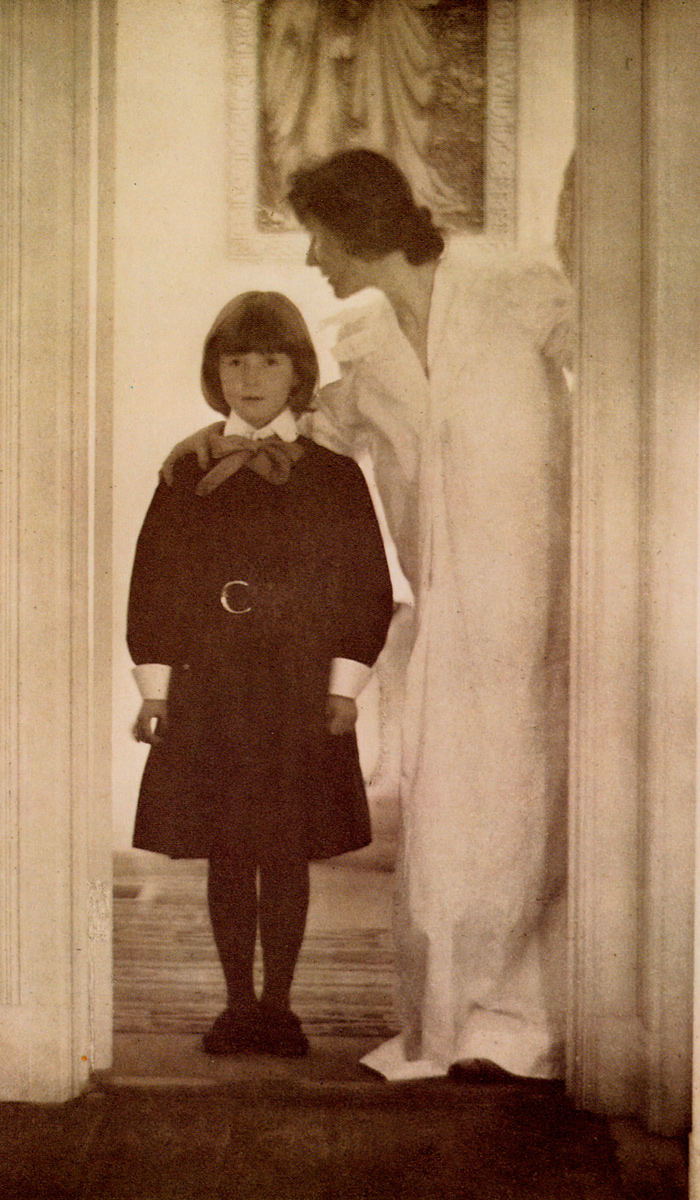
Blessed Art Thou among Women, vers 1899
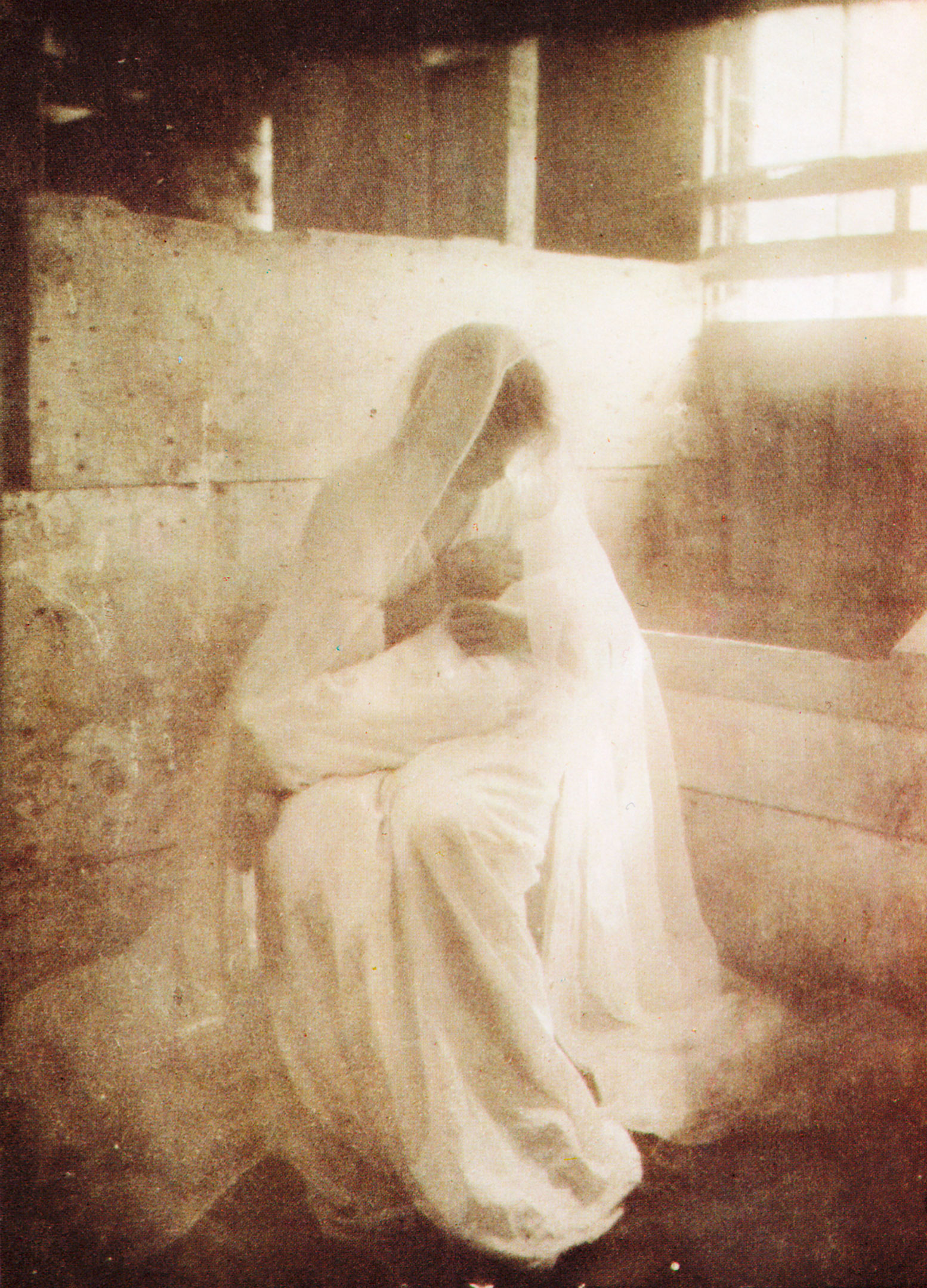
The Manger, vers 1899
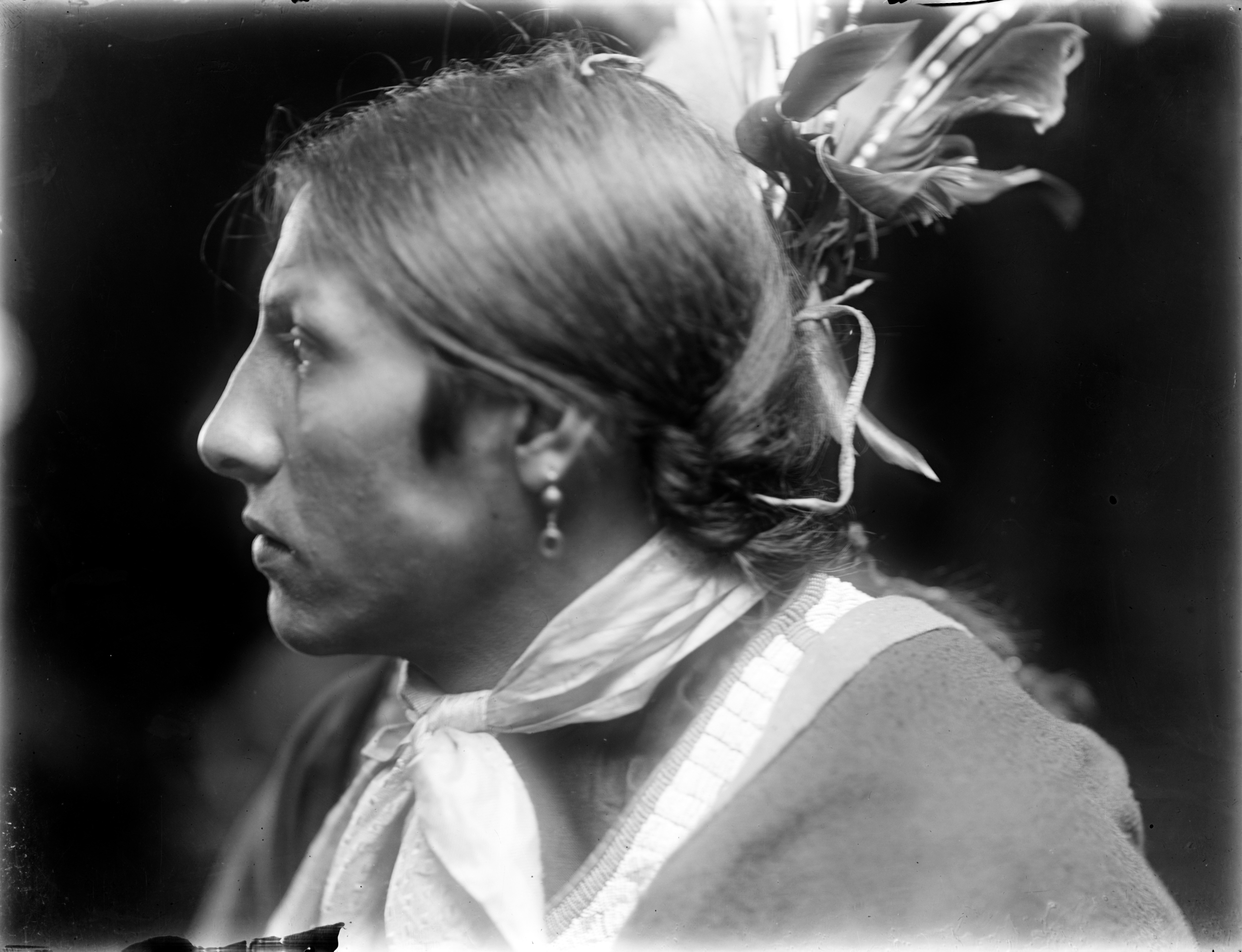
Amos Two Bulls, indien Sioux du Dakota dans le Buffalo Bill's Wild West Show (1900)
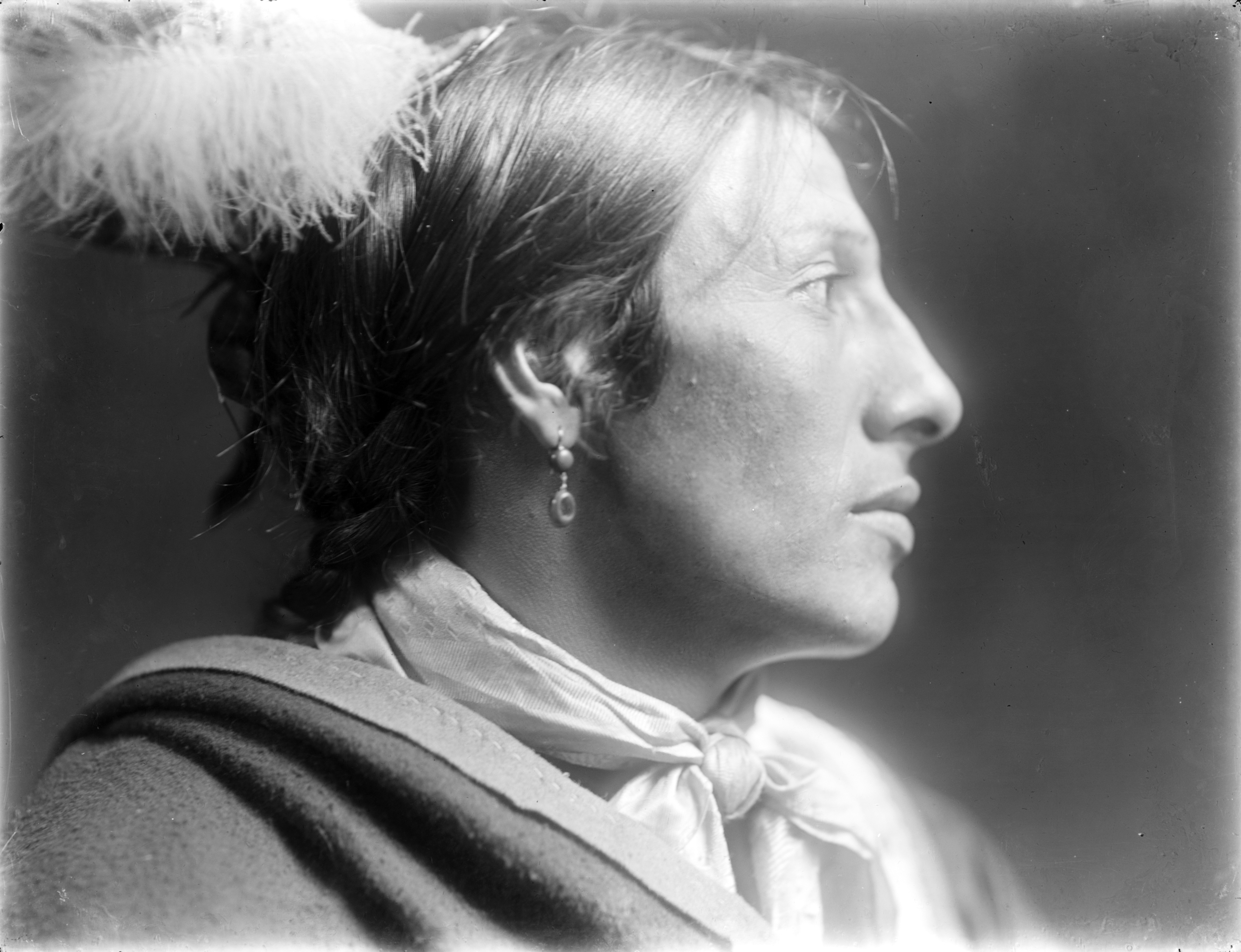
Amos Two Bulls, indien Sioux du Dakota dans le Buffalo Bill's Wild West Show (1900)
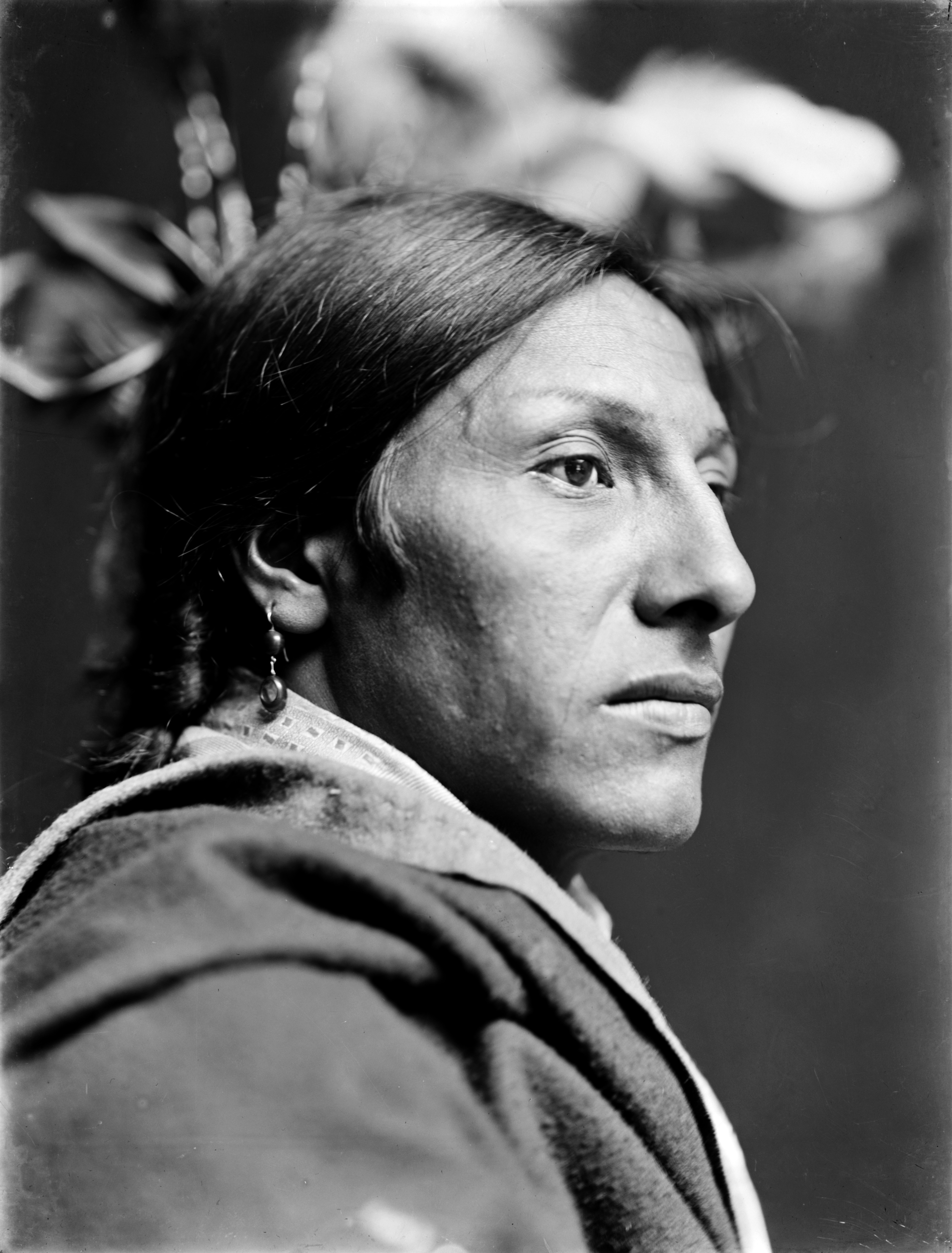
Amos Two Bulls, indien Sioux du Dakota dans le Buffalo Bill's Wild West Show (1900)
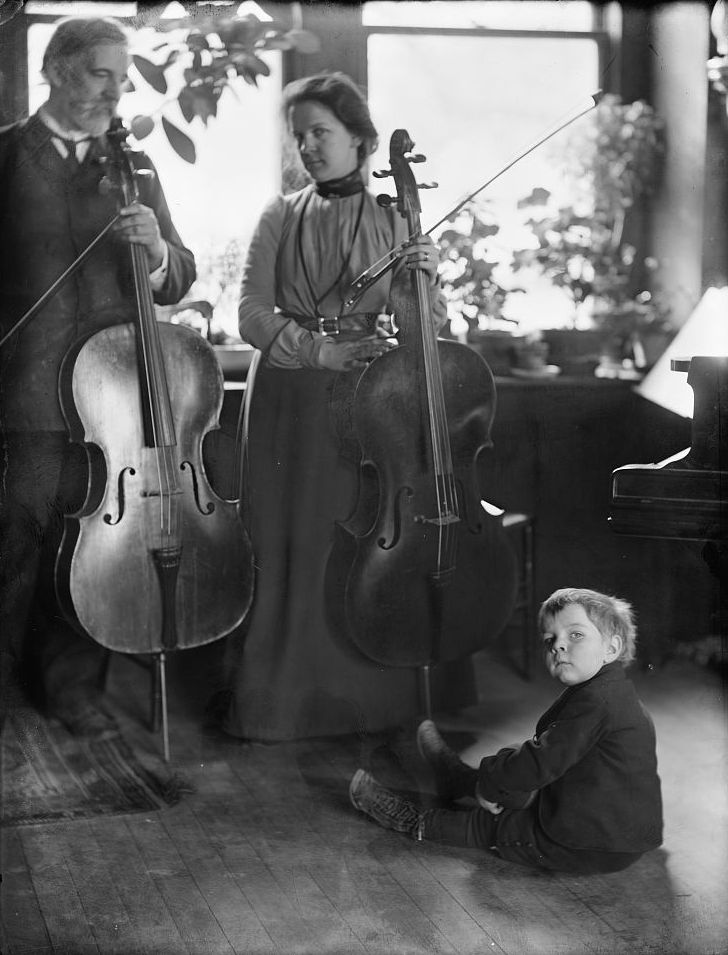
Harmonie, une étude la famille Brundigee, 1900
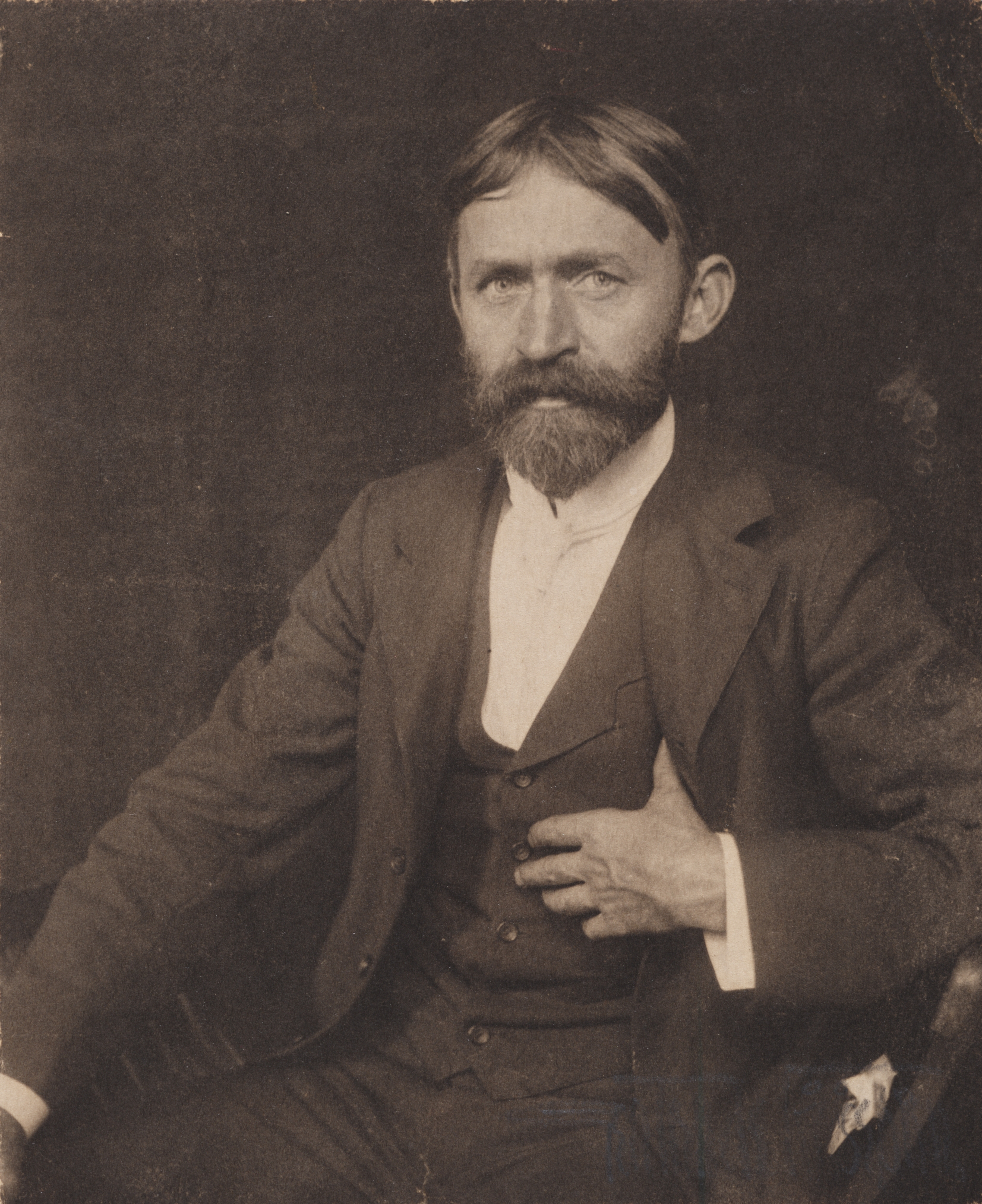
Portrait de John Henry Twachtman (peintre américain), vers 1900
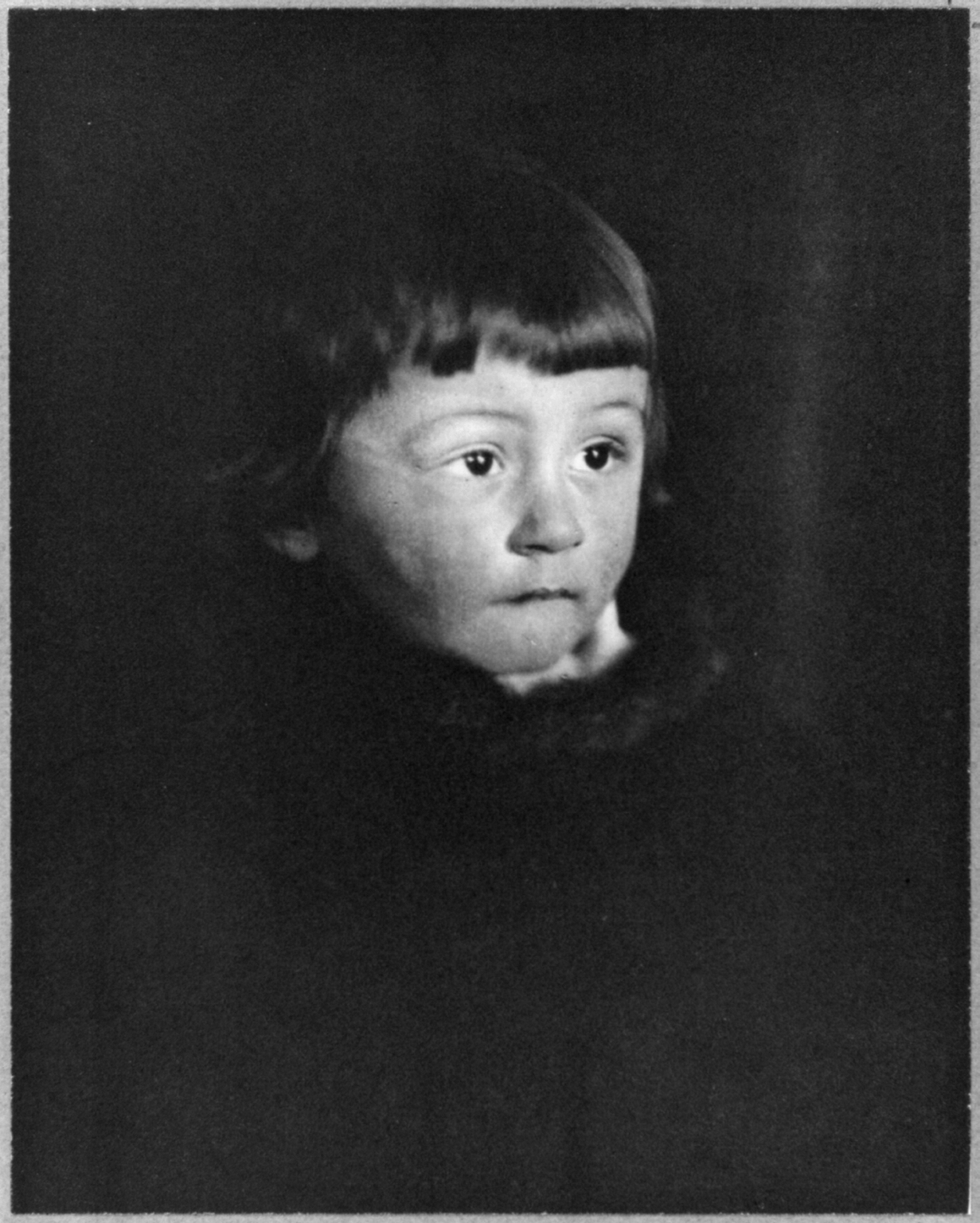
Portrait d´un petit garçon, vers 1900
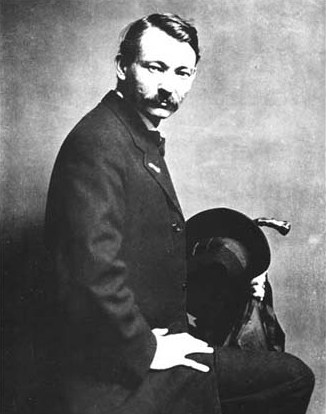
Portrait de Robert Henri (peintre américain), 1900
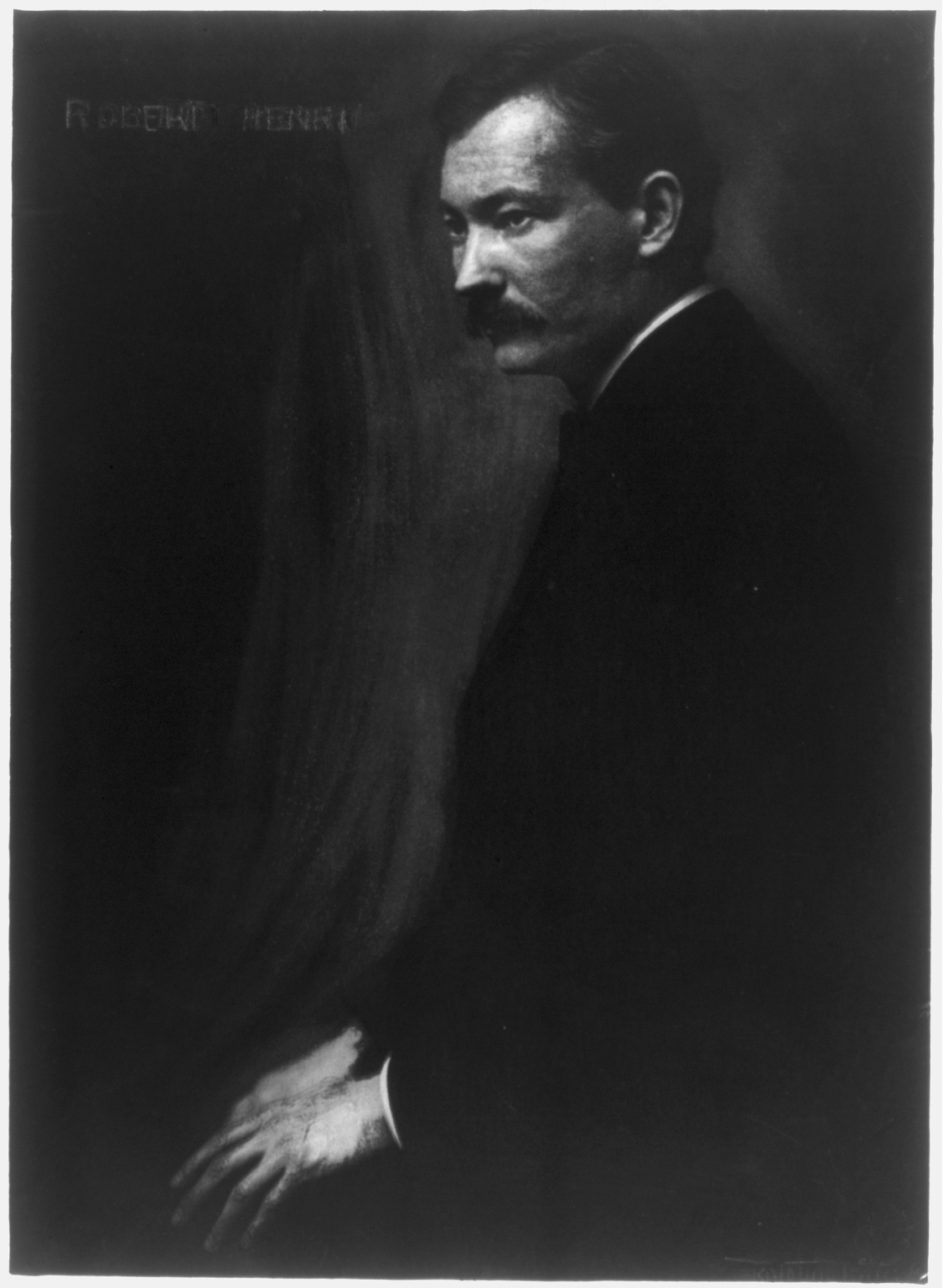
Portrait de Robert Henri (peintre américain), vers 1907
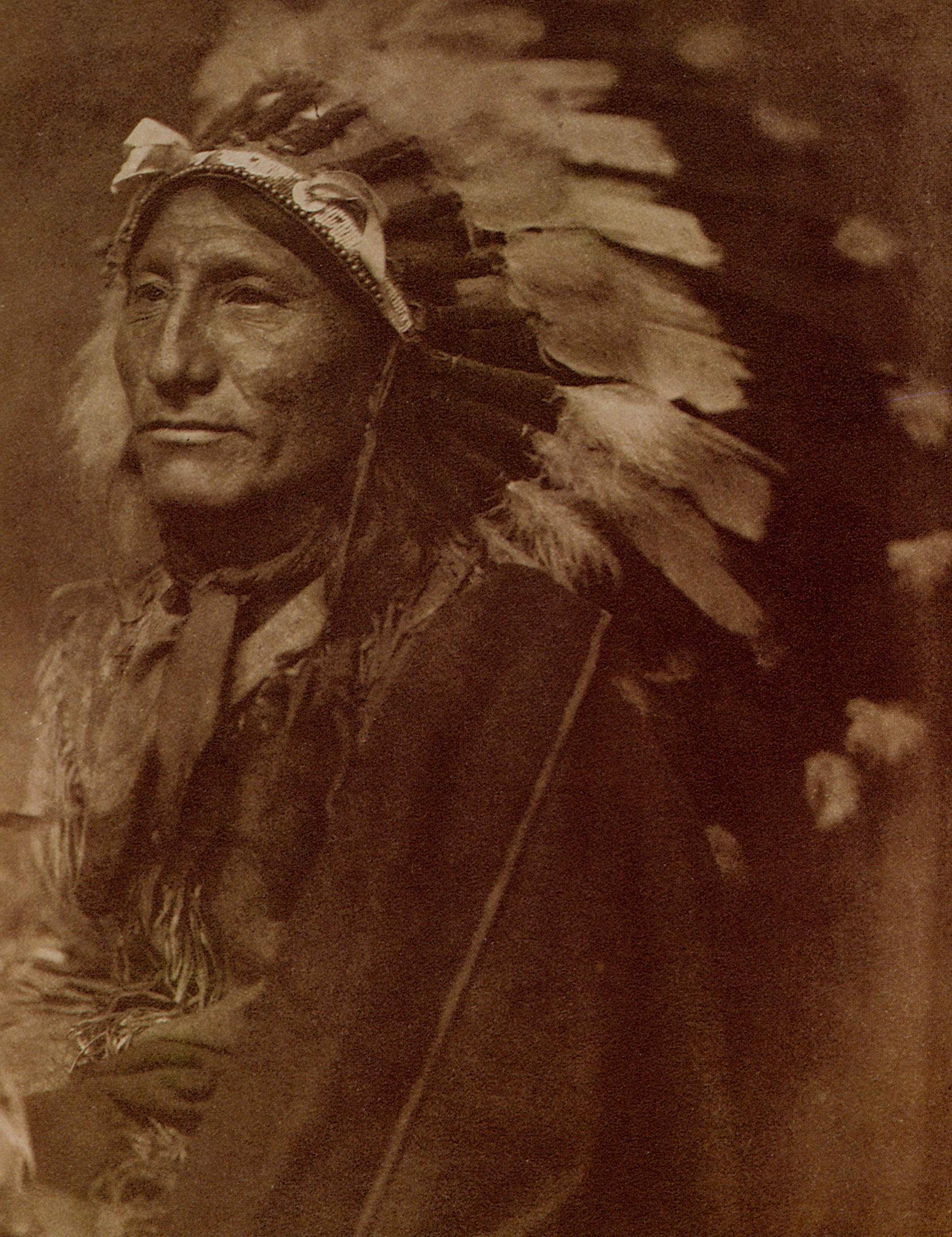
Chef Indien, vers 1901
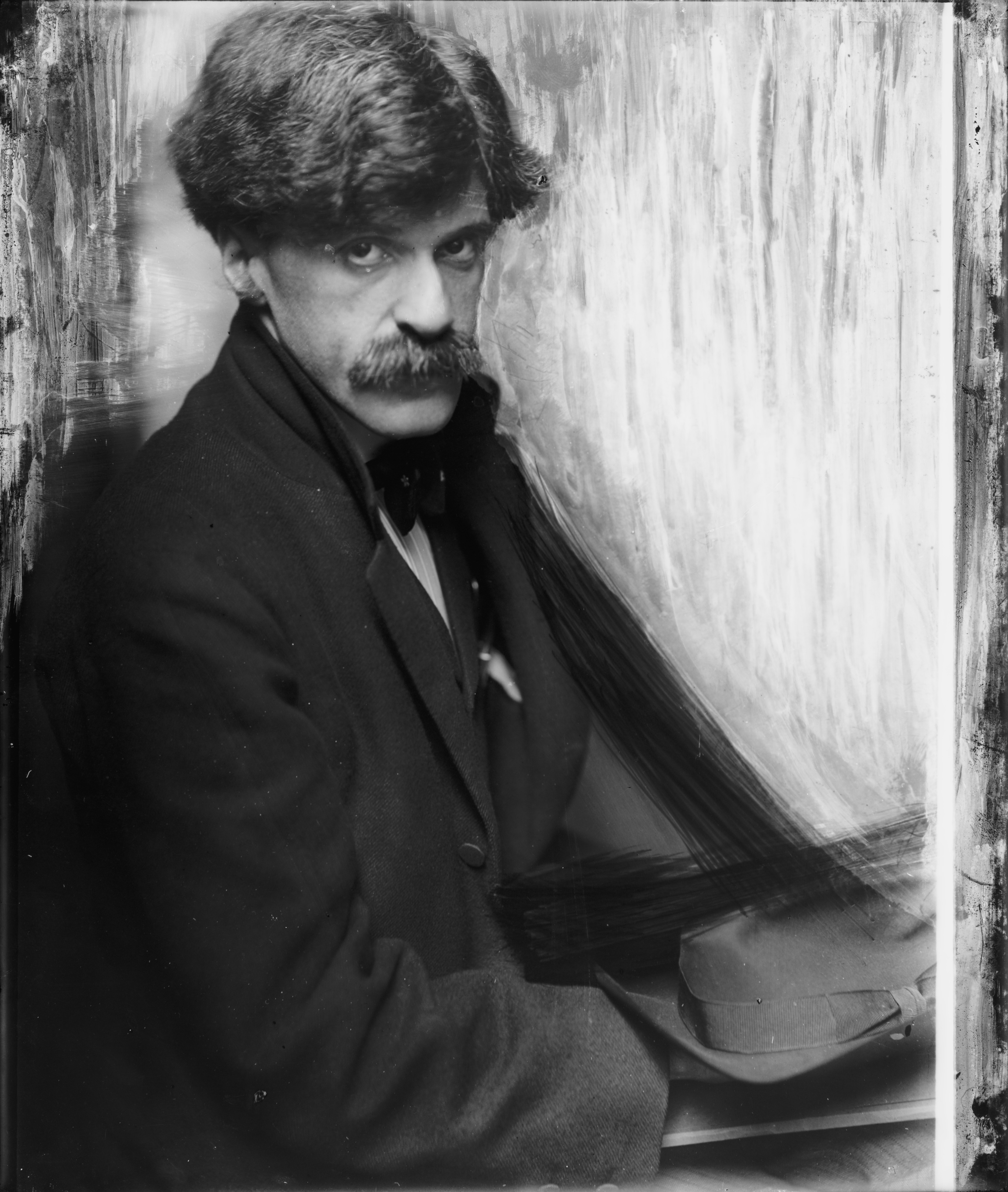
Portrait d´Alfred Stieglitz, 1902
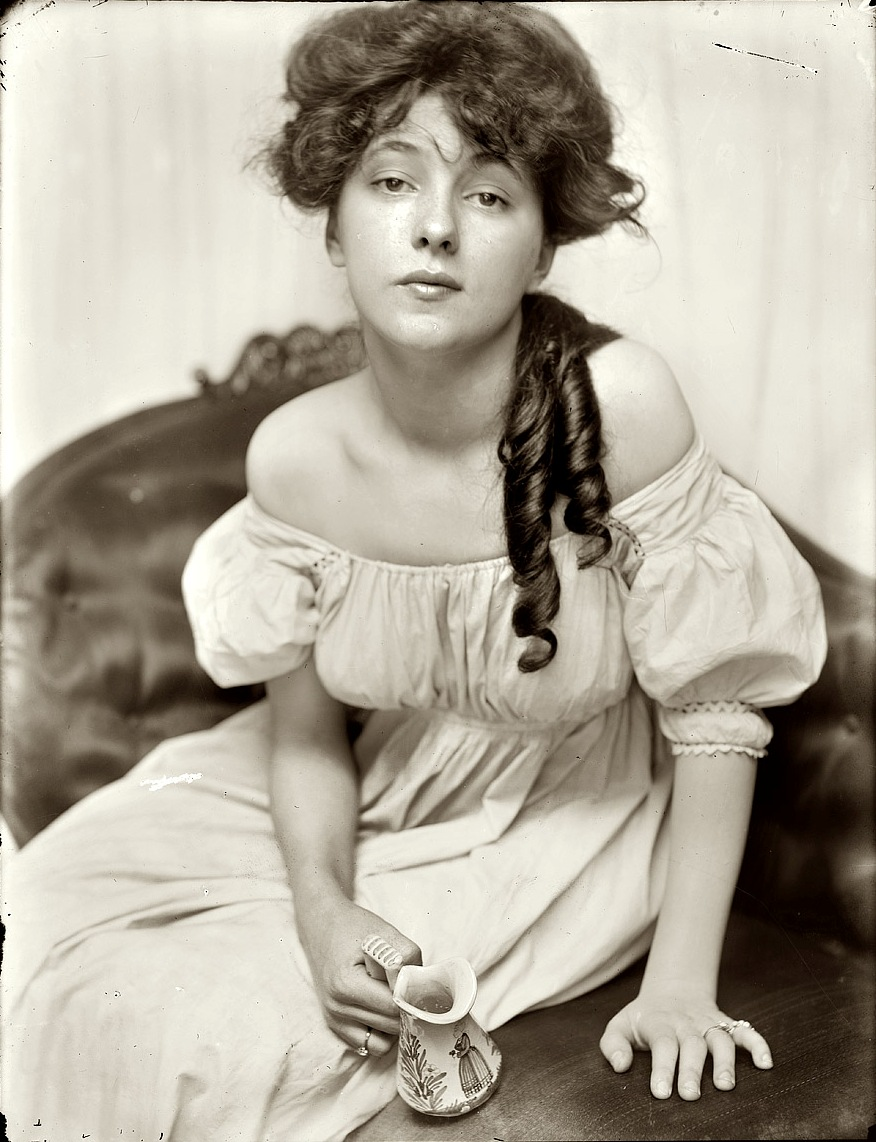
Miss N (Portrait d´Evelyn Nesbit), 1903
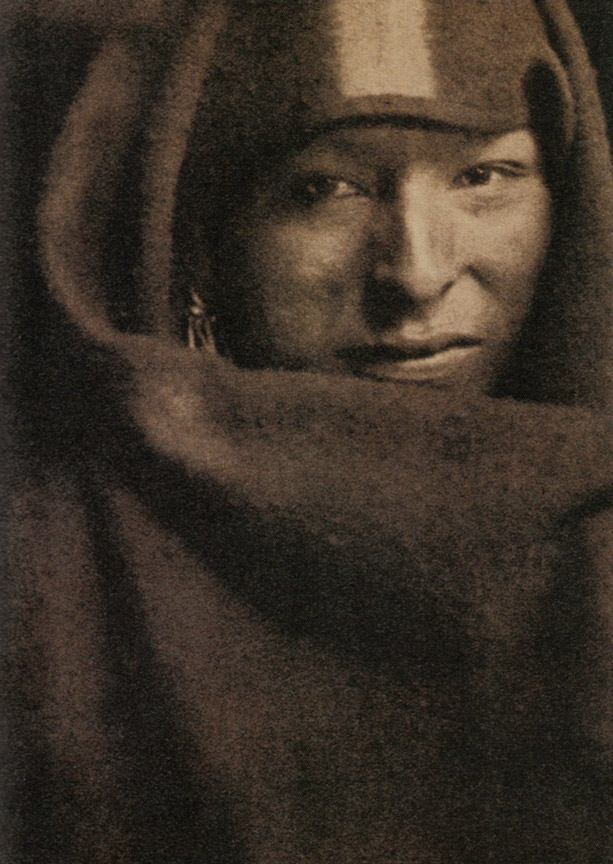
L´homme rouge, 1903
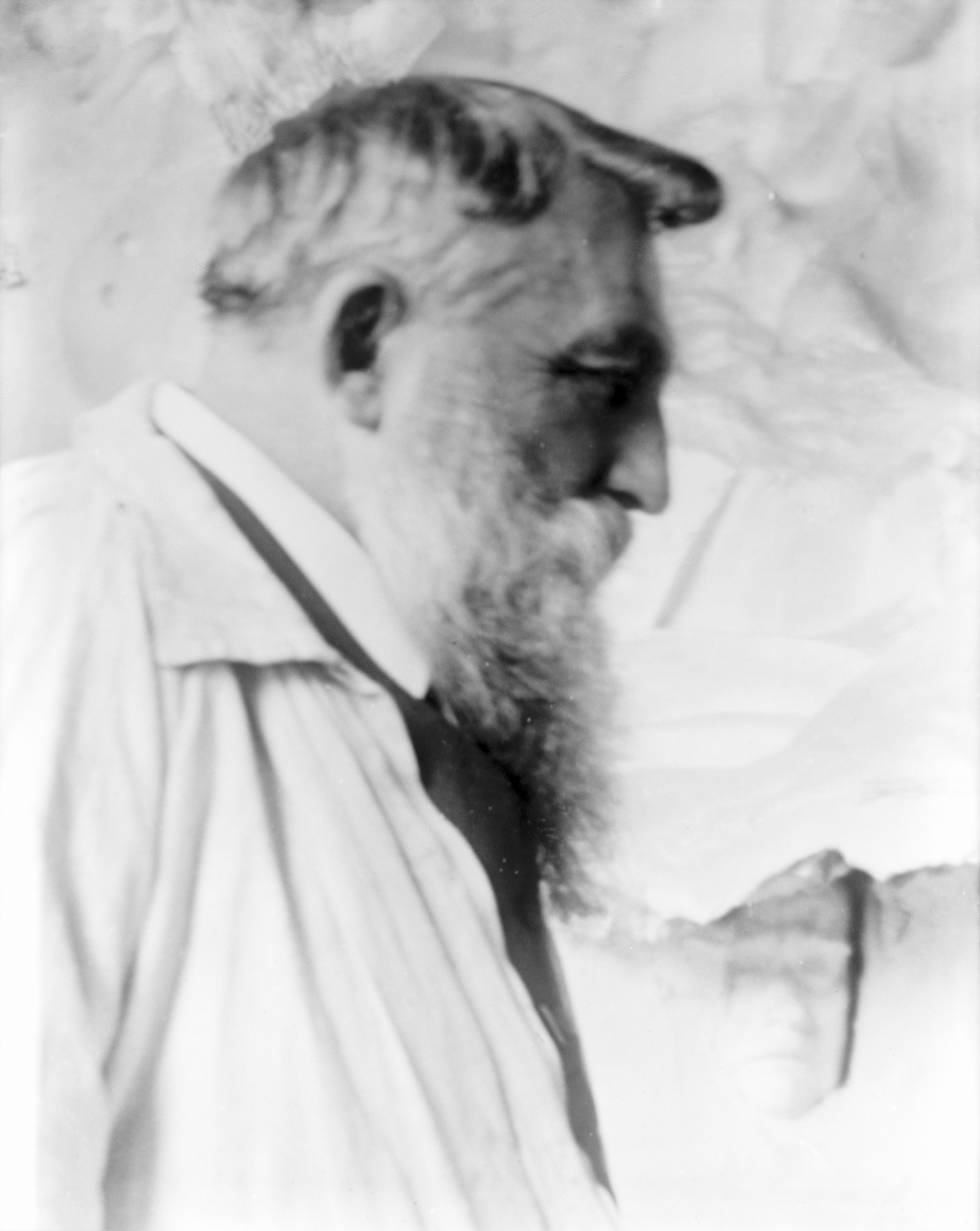
Auguste Rodin, 1905
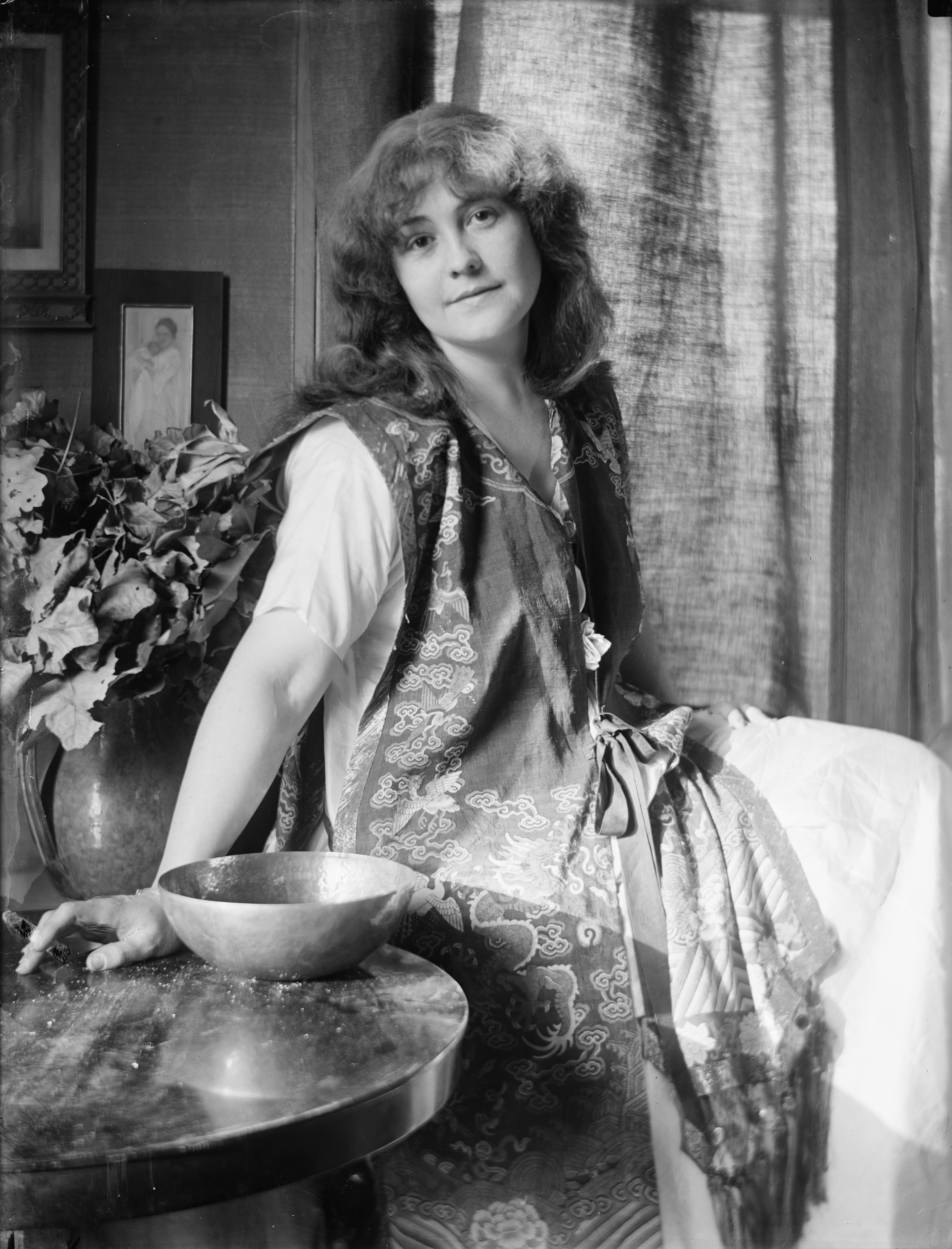
Rose O'Neill, vers 1907
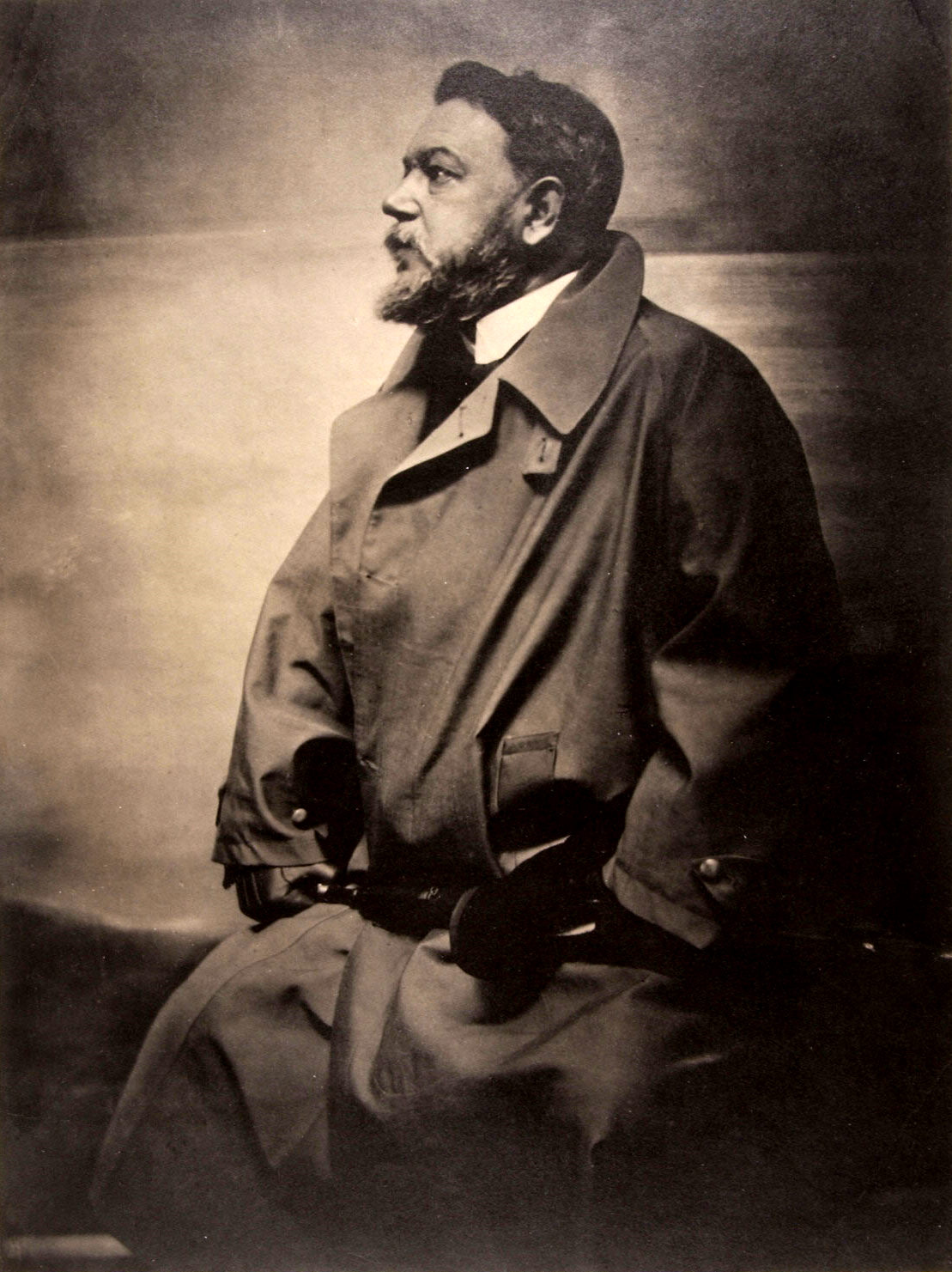
Portrait de Joaquin Sorolla (peintre espagnol), vers 1908
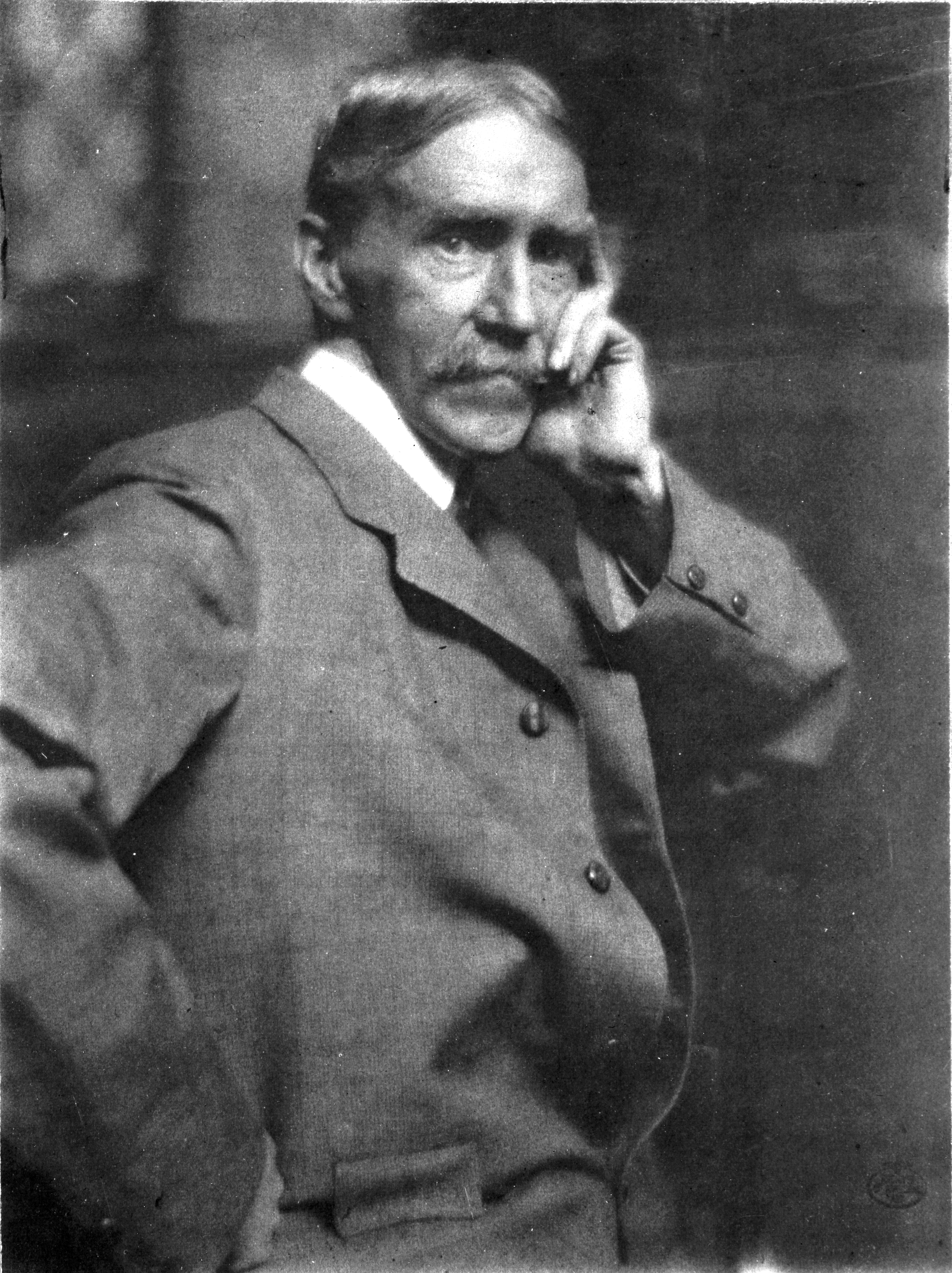
Portrait de Maurice Prendergast (peintre américain), 1913